# Simonas Gentvilas

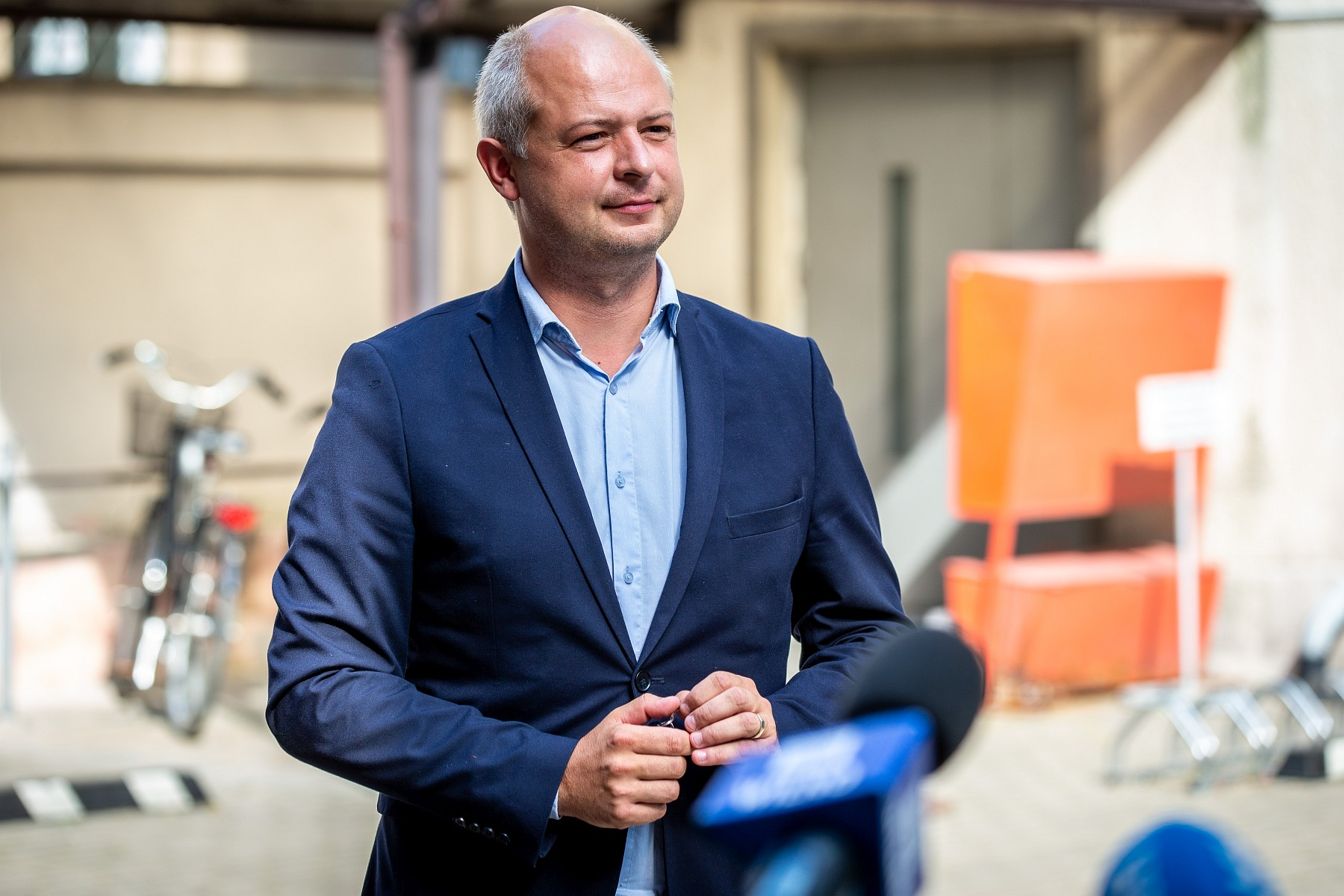
Simonas Gentvilas (2022)

Simonas Gentvilas (* 28. September 1984 in Vilnius) ist ein litauischer liberaler Politiker und Seimas-Mitglied. Von 2020 bis 2024 war er Umweltminister Litauens.

## Leben
Sein Vater ist der Politiker Eugenijus Gentvilas.
Von 2001 bis 2004 absolvierte Simonas Gentvilas das Gymnasium in Karlskrona (Schweden) laut dem Schulaustauschprogramm. Danach studierte er an den Universitäten in Schweden, Norwegen, Dänemark, Belgien, Österreich und Spanien. Von 2005 bis 2007 absolvierte er das Bachelorstudium der Soziologie und von 2008 bis 2010 das Masterstudium der Stadtentwicklung an der Universität Oslo. Von 2015 bis 2016 studierte er Management am Institut Schwedens. In Malmö errichtete er die litauische Volksgemeinde und litauische Jugendorganisationen.  2010 war er Mitgründer der Bewegung „Urbanofilai“ in Klaipėda und des Verbandes „Lietuvos humanistai“. 2013 organisierte die Unternehmergemeinde „Mazgas“ in Klaipėda. 2015 errichtete er mit seinen Nachbarn die Gemeinde der Einwohner der Altstadt Klaipėda.
Ab 2013 leitete Gentvilas die Abteilung Klaipėda von Lietuvos Respublikos liberalų sąjūdis (LRLS). Seit Herbst 2015 ist er stellvertretender Vorsitzender von LRLS. Ab 2011 war er Berater des Bürgermeisters Vytautas Grubliauskas der Stadtgemeinde Klaipėda.
Ab 2014 leitete er den Verband „Klaipėdos regionas“ als Direktor. Von 2015 bis November 2016 war er Mitglied und Leiter der liberalen Fraktion im Stadtrat Klaipėda. 2015 errichtete er mit den Partnern die Schule der IT-Programmierung für Erwachsene. 
Am 23. Oktober 2016 wurde er zum Seimas als LRLS-Kandidat gewählt. Von 2020 bis 2024 war er Umweltminister im Kabinett Šimonytė, geleitet von Ingrida Šimonytė. Er wurde von Gitanas Nausėda ernannt.
Gentvilas spricht fünf Fremdsprachen.

## Familie
Er ist verheiratet. Mit seiner Frau Šarūnė hat er den Sohn Ugnius (* 2015) und die Tochter Guoba (* 2016).